# Ясени (Краснодарский край)
Ясени — хутор в Староминском районе Краснодарского края. Входит в состав Новоясенского сельского поселения.

## География

### Улицы
- ул. Северная,
- ул. Южная.

## Население
| 2002 | 2010 |
| ---- | ---- |
| 423  | ↘412 |